# Griffin Nunatak
Griffin Nunatak är en nunatak i Antarktis. Den ligger i Östantarktis. Australien gör anspråk på området. Toppen på Griffin Nunatak är 2 232 meter över havet.
Terrängen runt Griffin Nunatak är platt åt nordväst, men åt sydost är den kuperad. Trakten är obefolkad. Det finns inga samhällen i närheten.